# Zarte Binse
Die Zarte Binse (Juncus tenuis) ist eine Pflanzenart aus der Gattung der Binsen (Juncus) innerhalb der Familie der Binsengewächse (Juncaceae). Dieser ursprünglich aus Nordamerika stammende und heute eingebürgerte Neophyt ist erst seit 1824 in Europa nachgewiesen.

## Beschreibung

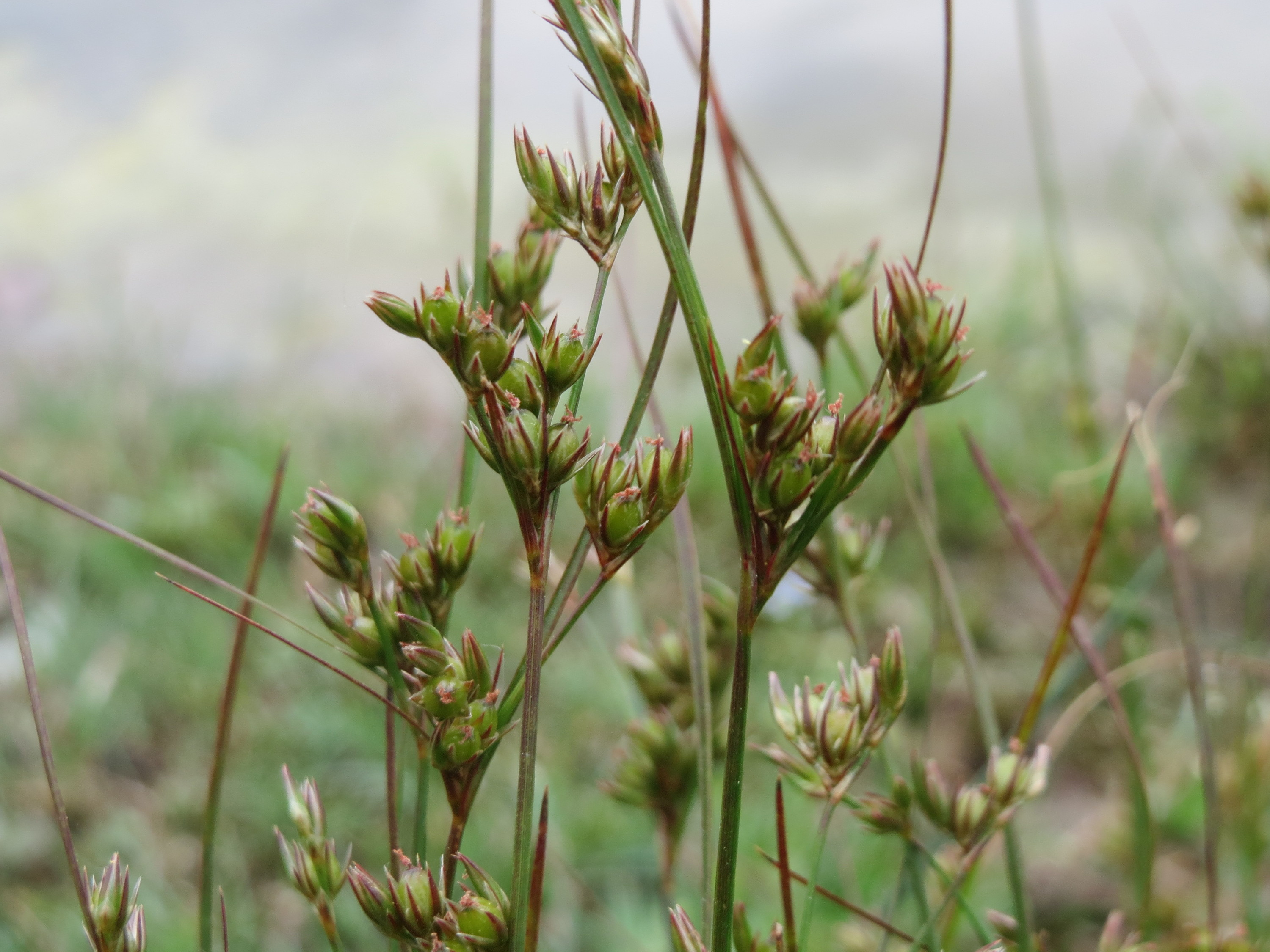
Zarte Binse (Juncus tenuis)

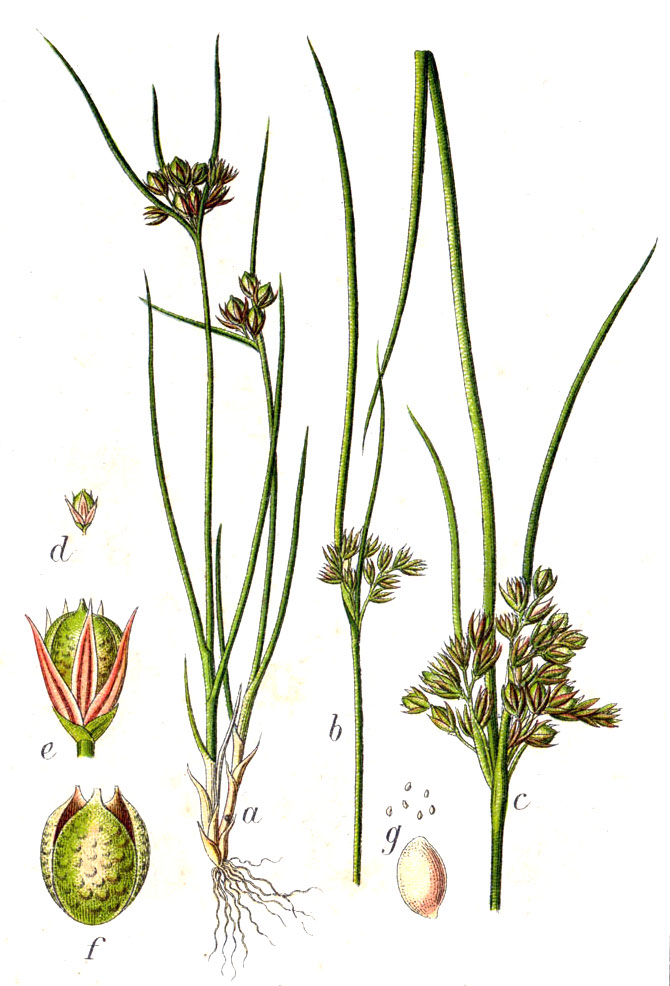
Illustration der Zarten Binse

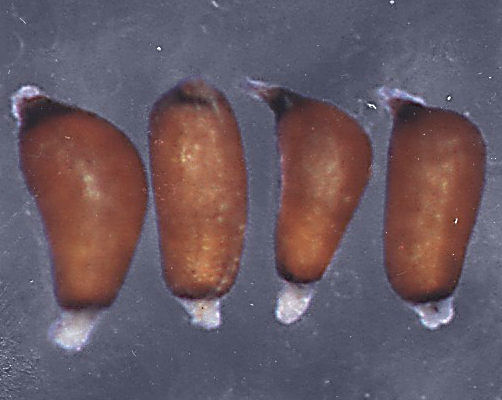
Samen der Zarten Binse (Juncus tenuis)

### Vegetative Merkmale
Der ausdauernde, überwinternd grüne Hemikryptophyt bildet kleine gelbgrüne bis braungelbe Horste mit 10 bis 40 (bis 80) Zentimetern Wuchshöhe. Die runden Stängel wachsen aufrecht. Blühende Stängel tragen am Grund wenige spreitenlose Blattscheiden und ein bis zwei grasartige, rinnige und nicht sehr steife Blätter sowie zwei bis drei den Blütenstand weit überragende Hochblätter. Die Blattscheiden sind braun bis dunkelgraubraun und tragen am Ende 1 bis 3 Millimeter lange, weißliche Öhrchen.

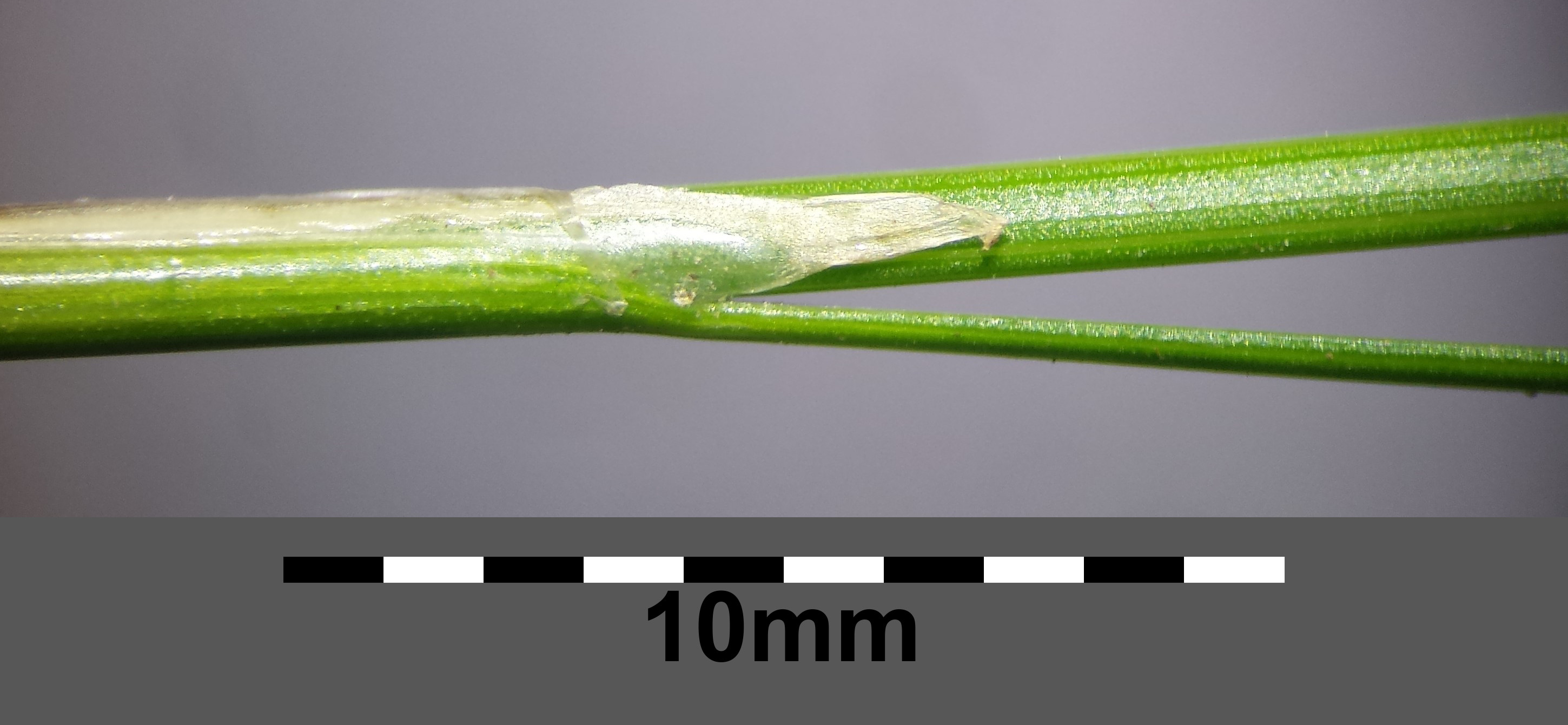
Stängel mit Laubblatt, die Öhrchen am oberen Ende der Blattscheide sind spitz, zart, häutig und trocken weißlich.
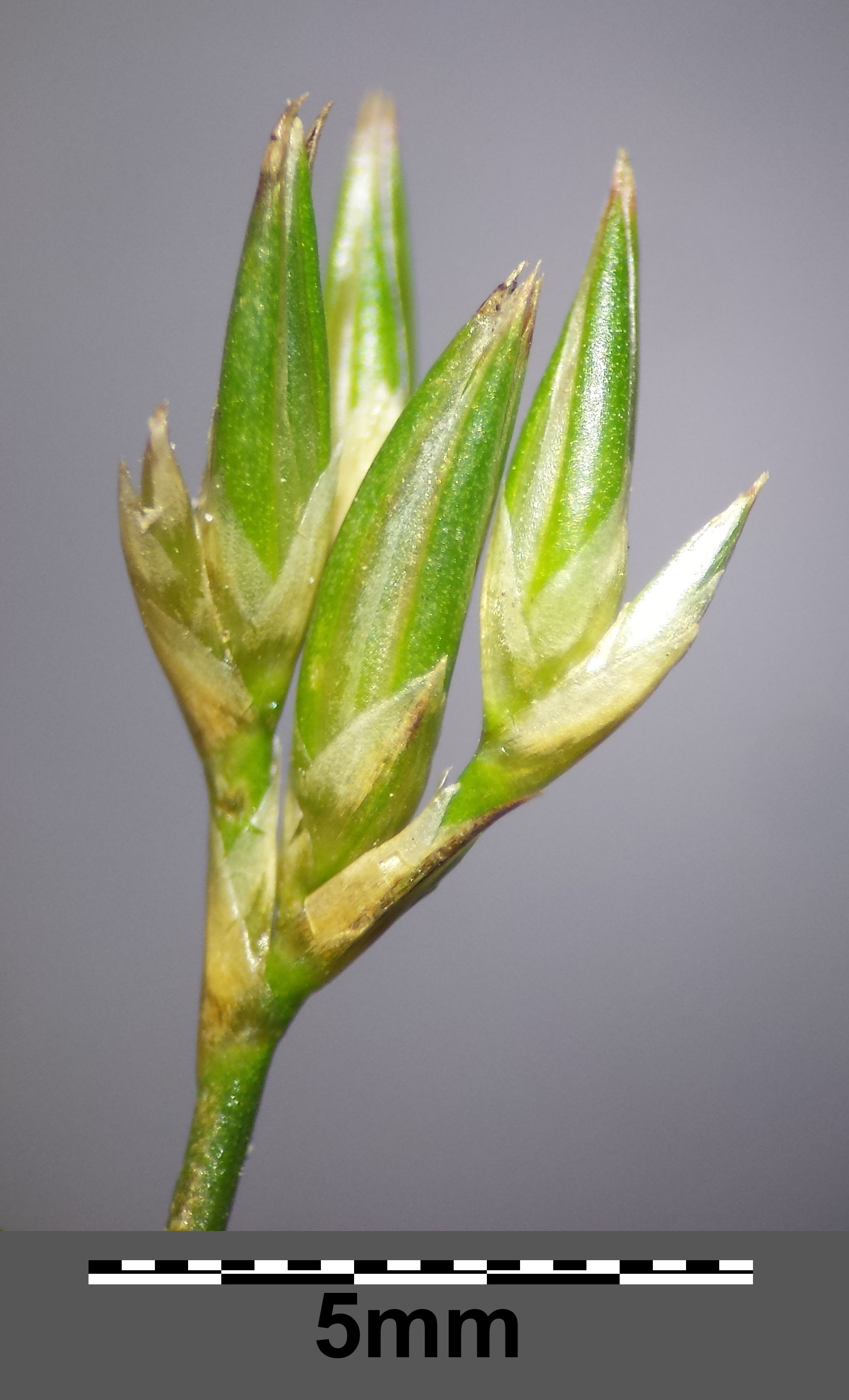
Blütenstand, jede Blüte weist am Grund zwei häutige Vorblätter auf.
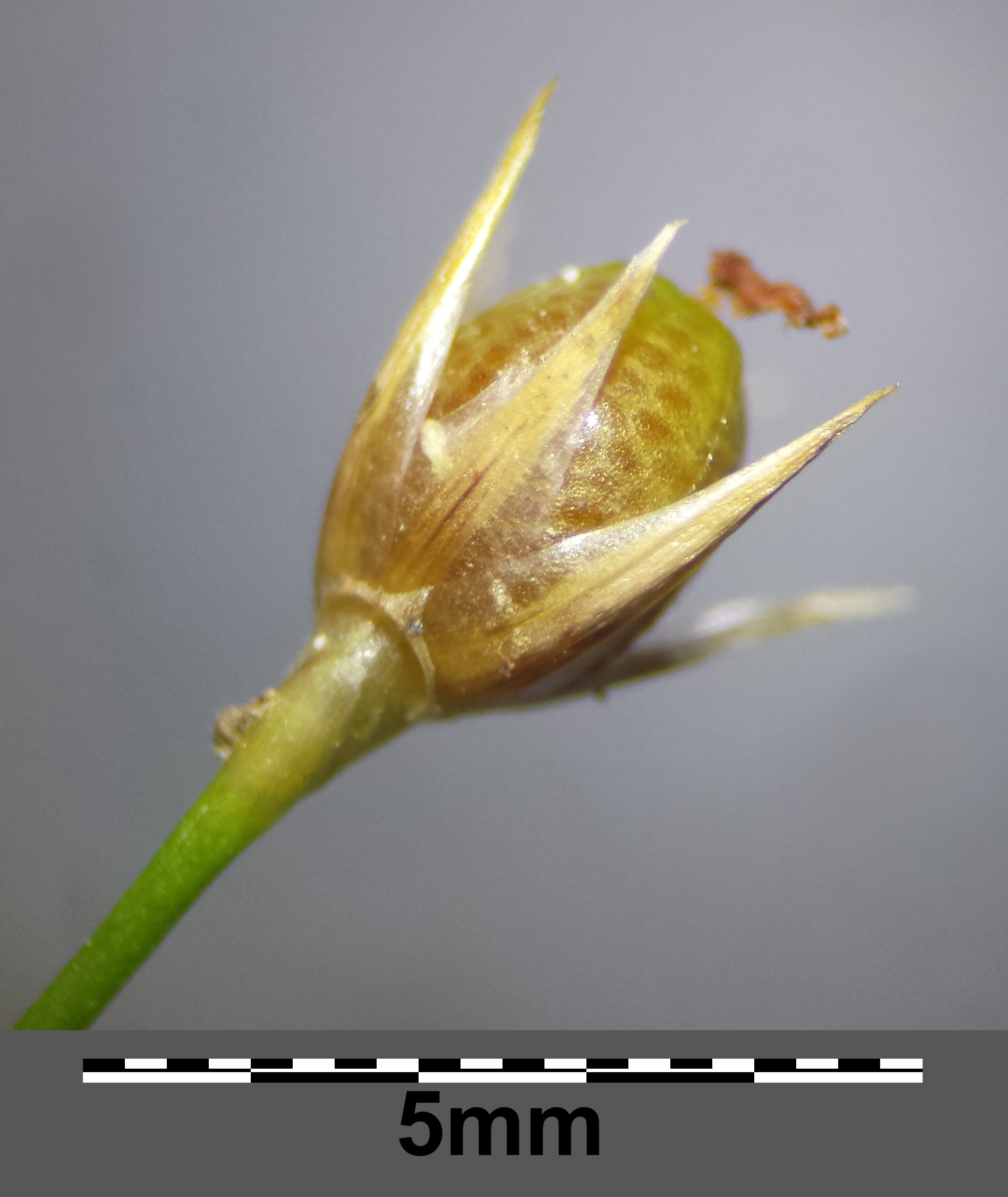
Frucht, die Perigonblätter sind zugespitzt und länger als die Frucht.

### Generative Merkmale
Der stets endständige Blütenstand ist eine bis zu 8 Zentimeter lange kompakte Spirre, die aus 5 bis 40 Blüten besteht. Die Teilblütenstände sind 3 bis 8 Zentimeter lang gestielt. Die Perigonblätter sind mit 3 bis 4 Millimetern alle fast gleich lang. Sie sind grün, schmal eiförmig, deutlich dreinervig und lanzettlich zugespitzt. Die inneren sind breit hautrandig, die äußeren schmal hautrandig. Sie umgeben sechs Staubblätter und drei aufrechte lange Narben. Die Staubblätter sind etwa halb so lang wie die Blütenhülle. Die Staubbeutel sind 0,7 bis 0,8 Millimeter lang. Die Kapselfrucht ist eiförmig bis kugelig und mit kurzer Stachelspitze ausgestattet. Sie ist deutlich kürzer als die Blütenhülle. Die Samen sind klein und bleich rotbraun. Sie quellen im Wasser froschlaichartig auf. 
Die Blütezeit der Zarten Binse erstreckt sich von Juni bis September.
Die Chromosomenzahl beträgt 2n = 30, 32, 40 oder 84.

## Ökologie
Die Bestäubung der Blüten erfolgt durch den Wind (Anemophilie). Die Diasporen werden durch Anhaften im Fell oder an Federn von Tieren verbreitet (Epizoochorie).
15–40 cm hohe Horstpflanze. Erstausbreitung in Europa wegen Klebsamen entlang der ungeteerten Wege durch Trittausbreitung und durch die an Wagenrädern anhaftende Erde. Benetzt man reife Fruchtkapseln mit Wasser, treten nach wenigen Minuten die Samen froschlaichartig aus. Kulturbegleiter.

## Verbreitung und Standort
Das Binsengewächs stammt ursprünglich aus Nordamerika und kommt dort vom östlichen Kanada bis Mexiko vor.  Seit etwa 1824 ist sie auch in Europa bekannt. Heute ist die Binse in Nord-, West- und Zentraleuropa eingebürgert und inzwischen weltweit bis nach Asien, Südamerika, Neuseeland und Australien verbreitet. In Europa hat sie in allen Ländern Vorkommen außer in Portugal, Island, Spitzbergen, Albanien und Moldau. In den Allgäuer Alpen steigt sie in Bayern bei Grasgehren bei Obermaiselstein bis zu 1430 Metern Meereshöhe auf.
Die ökologischen Zeigerwerte nach Landolt et al. 2010 sind in der Schweiz: Feuchtezahl F = 3+w+ (feucht aber stark wechselnd), Lichtzahl L = 4 (hell), Reaktionszahl R = 2 (sauer), Temperaturzahl T = 3+ (unter-montan und ober-kollin), Nährstoffzahl N = 4 (nährstoffreich), Kontinentalitätszahl K = 3 (subozeanisch bis subkontinental).
Die Zarte Binse wächst häufig auf Waldwegen und in Trittgesellschaften. Sie bevorzugt eher humusarmen Lehm- oder Tonboden, der basenreich, aber kalkarm sein sollte. Sie erträgt Bodenverdichtung und mäßige Beschattung. In höheren Mittelgebirgen mit Kalkgestein fehlt sie gebietsweise. Nach Ellenberg ist sie ein Mäßigsäurezeiger, auf mäßig stickstoffreichen Standorten wachsend und eine Verbandscharakterart der Vogelknöterich-Trittgesellschaften (Polygonion avicularis). Nach Oberdorfer ist sie eine Charakterart des Juncetum tenuis aus dem Verband Polygonion avicularis.

## Taxonomie
Die Zarte Binse wurde 1799 von Carl Ludwig Willdenow in Species Plantarum, ed. 4, Band 2(1), S. 214 als Juncus tenuis erstbeschrieben. Synonyme von Juncus tenuis Willd. sind Juncus gracilis Sm., Juncus macer Gray und Agathryon tenue (Willd.) Záv. Drábk. & Proćków.